# Heterallactis lophoptera
Heterallactis lophoptera är en fjärilsart som beskrevs av Turner 1940. Heterallactis lophoptera ingår i släktet Heterallactis och familjen björnspinnare. Inga underarter finns listade i Catalogue of Life.